# Hochkirch
Hochkirch (en sorabo Bukecy) es un municipio situado en el distrito de Bautzen, en el estado federado de Sajonia (Alemania), a una altitud de 300 metros. Su población a finales de 2016 era de unos 2300 habs. y su densidad poblacional, 55 hab/km².